# Choroszcz
Choroszcz ist eine Stadt im Powiat Białostocki der Woiwodschaft Podlachien in Polen. Sie ist Sitz der gleichnamigen Stadt-und-Land-Gemeinde.

## Geographische Lage
Choroszcz liegt etwa zehn Kilometer westlich vom Stadtzentrum Białystoks. Die belarussische Grenze verläuft etwa 60 Kilometer östlich der Stadt.
Am westlichen Rand der Stadt verläuft der Fluss Horodnianka, ein Zufluss des Narew.

## Geschichte
1437 erhielt Piotr z Gumowa von Michał Bolesław Zygmuntowicz das Gebiet um das heutige Choroszcz. Mitte bis Ende des 15. Jahrhunderts entstand dann eine Siedlung, aus der sich die heutige Stadt entwickelte. 1459 stiftete Piotr z Gumowa der Kirche des Ortes zwei Włóka Land und zwei Schenken. Ende des 15. Jahrhunderts wurde Iwan Chodkiewicz Eigentümer des Ortes. 1506 übergab dessen Sohn Aleksander das Dorf an das Kloster von Supraśl. Ein Jahr darauf erhielt Choroszcz von Sigismund I. das Stadtrecht. 1533 kehrte Choroszcz wieder in das Eigentum der Familie Chodkiewicz zurück.
Das 16. Jahrhundert war die Blütezeit der Stadt. Sie wuchs auf etwa 1200 Einwohner mit 200 Häusern an. Mitte des 16. Jahrhunderts wurden die ersten jüdischen Einwohner erwähnt.
1654 siedelten sich auf Grund von Bemühungen des damaligen Besitzers Stefan Mikołaj Pac die Dominikaner hier an.
Das 17. Jahrhundert war für die Stadt eine Zeit des Niedergangs, ausgelöst durch Kriege, Seuchen und Brände. 1683 brannten 600 Häuser, die orthodoxe Kirche sowie das Kloster nieder. Ein weiterer Brand 1707 vernichtete die Stadt völlig. 1709 wurde Jan Klemens Branicki Eigentümer des Ortes und ließ von 1725 bis 1730 hier seine Sommerresidenz sowie zwischen 1754 und 1758 eine aus Stein errichtete Kirche bauen.
Durch die Dritte Teilung Polens kam Choroszcz an Preußen, nach dem Frieden von Tilsit 1807 an Russland.
Wegen Unterstützung des Novemberaufstands 1830 wurde 1839 der Dominikanerorden aufgelöst und in den Räumlichkeiten des Klosters wurde eine russische Schule eingerichtet.
Während der Kämpfe im Ersten Weltkrieg wurde 1915 unter anderem der Palast niedergebrannt. Nach dem Ende des Krieges kam Choroszcz zum wiederentstandenen Polen.
1930 wurde das psychiatrische Krankenhaus durch Dr. Zygmunt Brodowicz eingerichtet.
Der Beginn des Zweiten Weltkrieges bedeutet für die Stadt gemäß dem Hitler-Stalin-Pakt die Besetzung durch die Sowjetunion. Mit dem deutschen Überfall auf die Sowjetunion wurde die Stadt 1941 von der Wehrmacht besetzt. In der Zeit der Besetzung verübten die Nationalsozialisten zahlreiche Erschießungen, die Zahl der Opfer in den Massengräbern aus der damaligen Zeit wird auf etwa 4000 geschätzt. 1944 marschierte die Rote Armee erneut in die Stadt ein.
Nach Ende des Zweiten Weltkrieges wurde Choroszcz wieder Teil Polens. Bis 1998 war der Ort Teil der Wojewodschaft Białystok, mit dessen Auflösung war die Stadt ab 1999 Teil der neu gebildeten Woiwodschaft Podlachien.

### Einwohnerentwicklung
Im 16. Jahrhundert wurden 1200 Einwohner in Choroszcz gezählt. 1886 waren es 1512 Einwohner, davon 765 Juden, 300 Katholiken und 200 Protestanten. Beim Ausbruch des Ersten Weltkrieges 1914 lebten etwa 5000 Menschen in der Stadt, nach dem Ende hatte sich die Bevölkerung 1921 auf 2405 halbiert. Am 31. Dezember 2005 lebten in der Stadt 5424 Einwohner.

## Sehenswürdigkeiten

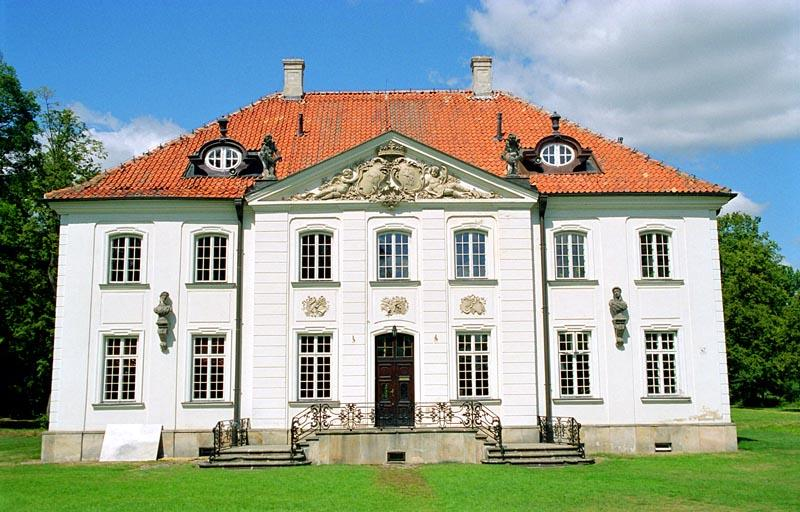
Branicki-Palast

- Kirche und Kloster der Dominikaner – Die ursprüngliche Kirche wurde im 17. Jahrhundert errichtet, brannte aber 1683 ab und wurde danach an anderer Stelle neu errichtet. 1707 brannte sie erneut nieder, der Nachfolgebau stand bis 1756. Danach ließ Branicki sie auf ihren heutigen Platz versetzen.
- Palast von Jan Klemens Branicki – Der Palast wurde ursprünglich 1725 bis 1730 errichtet. Nach dem Verfall wurde er 1757 fast baugleich neu errichtet. 1915 wurde er niedergebrannt und in den 1960er Jahren wieder aufgebaut.
- Orthodoxe Kirche – Die erste orthodoxe Kirche wurde 1507 errichtet. Mit Hilfe von Spendengeldern konnte die hölzerne Kirche in den 1860er Jahren durch eine steinerne ersetzt werden.
- Die Fabrik – Christian August Moes erwarb 1840 das Gelände der Sommerresidenz Branickis sowie das Vorwerk und ließ darauf eine Textilfabrik errichten. Das Gelände entwickelte sich zu einer eigenen kleinen Industriestadt; diese besaß unter anderem eine eigene Schule sowie Geschäfte. Nach dem Ende des Ersten Weltkrieges verlor die Familie Moes das Eigentum an der Fabrik. Zuvor hatten die sich zurückziehenden Truppen bereits 1915 große Teile der Maschinen demontiert und das Hauptgebäude gesprengt. 1930 wurde auf dem Gelände die psychiatrische Klinik von Dr. Zygmunt Brodowicz eröffnet.
- Kapelle neben dem Friedhof der Pfarrei aus dem 18. Jahrhundert.
- Jüdischer Friedhof

## Gemeinde
Die Stadt-und-Land-Gemeinde Choroszcz hat eine Fläche von 163,5 km², auf der etwa 14.800 Einwohner leben.

## Verkehr
Die Stadt liegt an der Europastraße 67, über welche unter anderem Białystok und Warschau erreicht werden können.
Choroszcz verfügt über keinen eigenen Bahnanschluss, die nächste Bahnstation befindet sich im nahen Białystok. Białystok ist über regelmäßige Busverbindungen erreichbar.
Der nächste internationale Flughafen ist der Frédéric-Chopin-Flughafen Warschau, welcher etwa 170 Kilometer südwestlich liegt.